# Lahou-Kpanda
Lahou-Kpanda est une commune du sud-est de la Côte d'Ivoire située sur une presqu’île le long du golfe de Guinée, à une centaine de kilomètres à l'ouest d'Abidjan.
Elle appartient au département de Grand-Lahou, dans la région des Lagunes. Elle est située à 18 kilomètres de Grand-Lahou.
La localité de Lahou Kpandah est un chef-lieu de commune.

## Histoire
La ville historique coloniale de Grand Lahou était située sur le cordon sableux, entre la lagune Tagba et l'océan Atlantique, aux abords de l’embouchure du fleuve Bandama. Cette ville a progressivement disparu sous l’effet de l’érosion du trait de côte (passé de plusieurs kilomètres entre lagune et océan à seulement quelques centaines de mètres à certains endroits) et de la migration de l’embouchure.
La prison coloniale de Lahou-Kpanda a été engloutie en 2018.
Elle était alors la préfecture du département de Grand-Lahou avant qu'elle soit déplacée.
Placé sur une bande de terre sablonneuse, le village est victime d'une forte érosion de la bande côtière, qui s'est élevée entre 1985 et 1990 à 2,5 mètres par an.
Le phénomène a été aggravé par la construction du barrage de Kossou dans les années 1970 en amont du village car celui-ci, en ralentissant le débit du fleuve, a aggravé l'érosion marine subie par le village.

## Démographie
Le village compte environ 7 000 pêcheurs.
Les habitants historiques de Lahou-Kpanda sont d'ethnie Avikam.

## Administration
Le chef du village de Lahou-Kpanda est Sopi Diplo.

## Érosion
Le phénomène d'érosion côtière à Lahou-Kpanda est un phénomène naturel observable ailleurs sur le littoral ouest africain, souvent accéléré par les activités humaines.
L'embouchure se déplace actuellement de 40 mètres par an, voire de 63 à 76 mètres par an entre 1993 et 2017 (contre 32 mètres par an entre 1981 et 2012).
Le village fait aujourd’hui 2,5 km de large, contre près de 6 km à l’époque coloniale. De la ville historique, il ne reste plus que le cimetière et l’église catholique (2023).

## Dans la fiction
Le film Aya se déroule à Lahou-Kpanda.